# Josef Beránek (Eishockeyspieler)
Josef Beránek (* 25. Oktober 1969 in Litvínov, Tschechoslowakei) ist ein ehemaliger tschechischer Eishockeyspieler, der über viele Jahre beim HC Slavia Prag in der tschechischen Extraliga auf der Position des Centers spielte. Während seiner Zeit in Nordamerika absolvierte er insgesamt 588 Spiele in der National Hockey League, in denen er 123 Tore und 152 Assists erzielen konnte. Zwischen 2010  und 2015 arbeitet er als Assistenztrainer beim HC Slavia Prag, später als Sportmanager des HC Litvínov.

## Karriere
Josef Beránek begann seine Karriere in seiner Heimatstadt beim HC Chemopetrol Litvínov, für den er während der Saison 1987/88 in der tschechoslowakischen Extraliga debütierte und gleich in seiner ersten Saison sieben Tore und vier Vorlagen beisteuern konnte. Im Sommer 1989 wurde er beim NHL Entry Draft in der vierten Runde an 78. Stelle von den Edmonton Oilers ausgewählt, spielte aber bis zum Ende der Spielzeit 1990/91 für den HC Dukla Trenčín und HC Chemopetrol und steigerte seine Punkteausbeute von Jahr zu Jahr.
Seine erste Station in Nordamerika waren die Edmonton Oilers, für die er in seiner Rookie-Saison 1991/92 gleich zwölf Tore und 16 Assists erzielte. Anfang der folgenden Spielzeit wurde er von den Oilers zu deren Farmteam, den Cape Breton Oilers in die AHL abgeschoben, bevor er Anfang 1993 zusammen mit Greg Hawgood an die Philadelphia Flyers im Tausch gegen Brian Benning abgegeben wurde. Bei den Flyers konnte er an seine guten Leistungen anknüpfen. Während des Lockouts 1994/95 spielte er 16 Spiele für den HC Dadák Vsetín, bevor er zu nach Philadelphia zurückkehrte. Mitte der Saison wechselte Beránek jedoch zu den Vancouver Canucks, mit denen er die zweite Runde der Playoffs erreichte. Im März 1997 wechselte er zu den Pittsburgh Penguins, für die er aber nur 13 Spiele bestritt und den Rest der Spielzeit 1996/97 beim HC Petra Vsetín in Tschechien verbrachte. Am Ende der Saison erreichte er mit der Mannschaft aus Vsetín den Gewinn der tschechischen Meisterschaft. Auch während der folgenden Spielzeit blieb Beránek in Vsetín und gewann erneut die tschechische Meisterschaft. Zudem nahm er mit dem Team an der European Hockey League 1997/98 teil, wo dieses den dritten Platz belegte und Beránek in das All-Star TEam berufen wurde.
Im Juni 1998 transferierten die Penguins die NHL-Rechte an Beránek zu den Edmonton Oilers, die dafür Tony Hrkac und Bobby Dollas an die Penguins abgaben. Bei seinem alten Team spielte er dann seine beste Saison in der NHL, als er in 66 Spielen 19 Tore und 30 Assists erzielte. Schon im März 2000 wurde er im Tausch gegen German Titow wieder zurück nach Pittsburgh geschickt und spielte noch bis Ende 2001 für die Penguins, mit denen er die Conference Finals der Playoffs erreichte. Vor dem Beginn der Spielzeit 2001/02 wurde er vom HC Slavia Prag verpflichtet und spielte für diesen Verein sehr erfolgreich in der tschechischen Extraliga. In seiner zweiten Spielzeit, 2002/03, gewann er mit Slavia den tschechischen Meistertitel. Zwei Jahre später, in der Saison 2003/04, wurde er sowohl Topscorer, als auch der beste Vorlagengeber der tschechischen Liga und wiederholte diese Leistung in den Playoffs. Allerdings scheiterte der HC Slavia im Playoff-Finale am HC Hamé Zlín.
2008 wurde er mit Slavia Prag erneut tschechischer Meister, nachdem er in den beiden Spielzeiten zuvor bester Vorlagengeber der Hauptrunde geworden war. Im April 2010 erklärte er seine Spielerkarriere für beendet und wurde in den Trainerstab des Vereins aufgenommen.

### International
Josef Beránek hat im Laufe seiner Karriere an allen großen internationalen Titelkämpfen teilgenommen. Mit der tschechischen Nationalmannschaft gewann er zwei Bronzemedaillen bei Weltmeisterschaften. Der größte Erfolg seiner Karriere war der Gewinn der Goldmedaille bei den Olympischen Winterspielen 1998 in Nagano.

## Erfolge und Auszeichnungen
| - 1989 Bronzemedaille bei der Junioren-Weltmeisterschaft - 1993 Bronzemedaille bei der Weltmeisterschaft - 1997 Tschechischer Meister mit dem HC Petra Vsetín - 1998 All-Star Team der European Hockey League - 1998 Goldmedaille bei den Olympischen Winterspielen - 1998 Bronzemedaille bei der Weltmeisterschaft | - 1998 Tschechischer Meister mit dem HC Petra Vsetín - 2003 Tschechischer Meister mit dem HC Slavia Prag - 2004 Top-Scorer der tschechischen Extraliga - 2006 Bester Vorlagengeber der Extraliga - 2007 Bester Vorlagengeber der Extraliga - 2008 Tschechischer Meister mit dem HC Slavia Prag |

## Karrierestatistik

### International
| Vertrat die Tschechoslowakei bei: - Junioren-Weltmeisterschaft 1989 - Weltmeisterschaft 1991 - Canada Cup 1991 | Vertrat Tschechien bei: - Weltmeisterschaft 1993 - Weltmeisterschaft 1994 - World Cup of Hockey 1996 - Olympischen Winterspielen 1998 - Weltmeisterschaft 1998 - Weltmeisterschaft 2004 |

Insgesamt absolvierte er in seiner Karriere 118 Länderspiele, in denen ihm 26 Tore gelangen.
(Legende zur Spielerstatistik: Sp oder GP = absolvierte Spiele; T oder G = erzielte Tore; V oder A = erzielte Assists; Pkt oder Pts = erzielte Scorerpunkte; SM oder PIM = erhaltene Strafminuten; +/− = Plus/Minus-Bilanz; PP = erzielte Überzahltore; SH = erzielte Unterzahltore; GW = erzielte Siegtore; 1 Play-downs/Relegation; Kursiv: Statistik nicht vollständig)